# Rassegna settimanale
La rassegna settimanale di politica, scienze, lettere ed arti fu una rivista di politica, scienza, arti e di letteratura, a periodicità settimanale pubblicata dal numero 1 del 6 gennaio 1878 al n. 213 del 29 gennaio 1882. 

## Storia

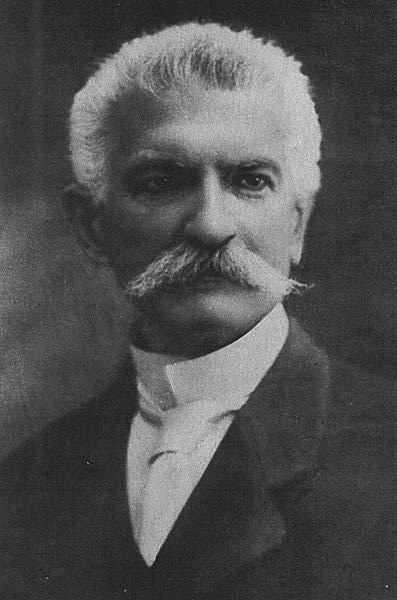
Sidney Sonnino

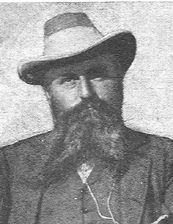
Leopoldo Franchetti

La rivista venne fondata da Leopoldo Franchetti e Sidney Sonnino, autori di una famosa inchiesta in Sicilia eseguita nel 1876 e pubblicata nel 1877 nella quale si denunciava «l'inestricabile intreccio tra le miserabili condizioni di vita dei contadini e le malversazioni amministrative delle caste dominanti». Con la rivista "Rassegna settimanale" l'intento dei due era quello di far conoscere le condizioni di vita del Meridione e di render consapevole la società italiana che l'economia del Sud doveva essere riequilibrata  anche per porre fine al pericoloso malcontento delle masse contadine. Sonnino sosteneva che il consolidamento dello Stato unitario passava attraverso l'allargamento delle sue basi sociali, e in primo luogo l'estensione della rappresentanza politica, mediante il suffragio universale da estendere anche alle donne, allo scopo di strappare le masse contadine all'influenza del clero e di trasformarle in una forza attiva dello Stato italiano e nel favorire l'industrializzazione del paese. 
La rivista venne pubblicata a Firenze dalla Casa Editrice Barbèra; dal n. 18 (3 novembre 1878) la sede venne spostata a Roma con Piero Pampaloni come direttore responsabile. La rivista ebbe tra i suoi collaboratori Pasquale Villari, Luigi Masi, Aleksandr Aleksandrovič Herzen, Alessandro D'Ancona, Domenico Comparetti, Renato Fucini, Ferdinando Martini, Pompeo Gherardo Molmenti, Adolfo Bartoli, Ruggiero Bonghi, Giustino Fortunato, Giacomo Barzellotti, Giovanni Verga. Nel 1882 il settimanale venne trasformato nel quotidiano La Rassegna, pubblicato dal 1882 al 1886 con la direzione di Michele Torraca.